# Atletisme als Jocs Olímpics d'Estiu de 1948
Als Jocs Olímpics d'Estiu de 1948 celebrats a la ciutat de Londres (Regne Unit) es disputaren 33 proves atlètiques, 24 en categoria masculina i 9 en categoria femenina. Les proves es disputaren a l'Estadi de Wembley entre els dies 30 de juliol i 7 d'agost de 1948.
En aquesta edició debutaren als Jocs com a categoria olímpica els 10 km marxa en categoria masculina i els 200 m llisos, el salt de llargada i el llançament de pes en categoria femenina.

## Resum de medalles

### Categoria masculina
| Prova                          | Or                                                                           | Or      | Argent                                                                        | Argent  | Bronze                                                                | Bronze  |
| 100 m Detalls                  | Harrison Dillard                                                             | 10.3    | Barney Ewell                                                                  | 10.4    | Lloyd LaBeach                                                         | 10.4    |
| 200 m Detalls                  | Mel Patton                                                                   | 21.1    | Barney Ewell                                                                  | 21.1    | Lloyd LaBeach                                                         | 21.2    |
| 400 m Detalls                  | Arthur Wint                                                                  | 46.2    | Herb McKenley                                                                 | 46.4    | Mal Whitfield                                                         | 46.8    |
| 800 m Detalls                  | Mal Whitfield                                                                | 1:49.2  | Arthur Wint                                                                   | 1:49.5  | Marcel Hansenne                                                       | 1:49.8  |
| 1.500 m Detalls                | Henry Eriksson                                                               | 3:49.8  | Lennart Strand                                                                | 3:50.4  | Wim Slijkhuis                                                         | 3:50.4  |
| 5.000 m Detalls                | Gaston Reiff                                                                 | 14:17.6 | Emil Zátopek                                                                  | 14:17.8 | Wim Slijkhuis                                                         | 14:26.8 |
| 10.000 m Detalls               | Emil Zátopek                                                                 | 29:59.6 | Alain Mimoun                                                                  | 30:47.4 | Bertil Albertsson                                                     | 30:53.6 |
| 110 m tanques Detalls          | William Porter                                                               | 13.9    | Clyde Scott                                                                   | 14.1    | Craig Dixon                                                           | 14.1    |
| 400 m tanques Detalls          | Roy Cochran                                                                  | 51.1    | Duncan White                                                                  | 51.8    | Rune Larsson                                                          | 52.2    |
| 3.000 m obstacles Detalls      | Tore Sjöstrand                                                               | 9:04.6  | Erik Elmsäter                                                                 | 9:08.2  | Göte Hagström                                                         | 9:11.8  |
| 4x100 m relleus Detalls        | Estats UnitsBarney Ewell · Lorenzo Wright · Harrison Dillard · Mel Patton    | 40.6    | Regne UnitAlastair McCorquodale · John Gregory · Kenneth Jones · John Archer  | 41.3    | ItàliaMichele Tito · Enrico Perucconi · Carlo Monti · Antonio Siddi   | 41.5    |
| 4x400 m relleus Detalls        | Estats UnitsRoy Cochran · Clifford Bourland · Arthur Harnden · Mal Whitfield | 3:10.4  | FrançaJean Kerebel · Francois Schewetta · Robert Chef D'Hotel · Jacques Lunis | 3:14.8  | SuèciaKurt Lundquist · Lars Wolfbrandt · Folke Alnevik · Rune Larsson | 3:16.0  |
| Marató Detalls                 | Delfo Cabrera                                                                | 2:34:51 | Thomas Richards                                                               | 2:35:07 | Etienne Gailly                                                        | 2:35:33 |
| 10 km marxa Detalls            | John Mikaelsson                                                              | 45:13.2 | Ingemar Johansson                                                             | 45:43.8 | Fritz Schwab                                                          | 46:00.2 |
| 50 km marxa Detalls            | John Ljunggren                                                               | 4:41:52 | Gaston Godel                                                                  | 4:48:17 | Tebbs Lloyd                                                           | 4:48:31 |
| Salt de llargada Detalls       | Willie Steele                                                                | 7.82    | Theo Bruce                                                                    | 7.68    | Herbert Douglas                                                       | 7.48    |
| Triple salt Detalls            | Arne Ahman                                                                   | 15.40   | George Avery                                                                  | 15.36   | Ruhi Sarıalp                                                          | 15.02   |
| Salt d'alçada Detalls          | John Winter                                                                  | 1.98    | Bjorn Paulson                                                                 | 1.95    | George Stanich                                                        | 1.95    |
| Salt amb perxa Detalls         | Guinn Smith                                                                  | 4.30    | Erkki Kataja                                                                  | 4.20    | Bob Richards                                                          | 4.20    |
| Llançament de pes Detalls      | Wilbur Thompson                                                              | 17.12   | Jim Delaney                                                                   | 16.68   | Jim Fuchs                                                             | 16.42   |
| Llançament de disc Detalls     | Adolfo Consolini                                                             | 52.78   | Giuseppe Tosi                                                                 | 51.78   | Fortune Gordien                                                       | 50.77   |
| Llançament de javelina Detalls | Tapio Rautavaara                                                             | 69.77   | Steve Seymour                                                                 | 67.56   | József Várszegi                                                       | 67.03   |
| Llançament de martell Detalls  | Imre Nemeth                                                                  | 56.07   | Ivan Gubijan                                                                  | 54.27   | Bob Bennett                                                           | 53.73   |
| Decatló Detalls                | Bob Mathias                                                                  | 7139    | Ignace Heinrich                                                               | 6974    | Floyd Simmons                                                         | 6950    |

### Categoria femenina
| Prova                          | Or                                                                             | Or    | Argent                                                                      | Argent | Bronze                                                           | Bronze |
| 100 m Detalls                  | Fanny Blankers                                                                 | 11.9  | Dorothy Manley                                                              | 12.2   | Shirley Strickland                                               | 12.2   |
| 200 m Detalls                  | Fanny Blankers                                                                 | 24.4  | Audrey Williamson                                                           | 25.1   | Audrey Patterson                                                 | 25.2   |
| 80 m tanques Detalls           | Fanny Blankers                                                                 | 11.2  | Maureen Gardner                                                             | 11.2   | Shirley Strickland                                               | 11.4   |
| 4x100 m relleus Detalls        | Països BaixosXenia Stad · Netty Witziers · Gerda van der Kade · Fanny Blankers | 47.5  | AustràliaShirley Strickland · June Maston · Elizabeth McKinnon · Joyce King | 47.6   | CanadàViola Myers · Nancy Mackay · Diane Foster · Patricia Jones | 47.8   |
| Salt de llargada Detalls       | Olga Gyarmati                                                                  | 5.695 | Noemí de Portela                                                            | 5.60   | Ann Leyman                                                       | 5.575  |
| Salt d'alçada Detalls          | Alice Coachman                                                                 | 1.68  | Dorothy Tyler                                                               | 1.68   | Micheline Ostermeyer                                             | 1.61   |
| Llançament de pes Detalls      | Micheline Ostermeyer                                                           | 13.75 | Amelia Piccinini                                                            | 13.09  | Ine Schäffer                                                     | 13.08  |
| Llançament de disc Detalls     | Micheline Ostermeyer                                                           | 41.92 | Edera Cordiale                                                              | 41.17  | Jacqueline Mazeas                                                | 40.47  |
| Llançament de javelina Detalls | Herma Bauma                                                                    | 45.57 | Kaisa Parviainen                                                            | 43.79  | Lily Carlstedt                                                   | 42.08  |

Els resultats de les proves de velocitat i marxa estan expressats en hores/minuts/segons.
Els resultats de les proves de salt i llançament estan expressats en metres.
Els resulatts del decatló estan expressats en punts.

## Medaller
| Posició | País           | Or | Argent | Bronze | Total |
| 1       | Estats Units   | 12 | 5      | 10     | 27    |
| 2       | Suècia         | 5  | 3      | 5      | 13    |
| 3       | Països Baixos  | 4  | 0      | 2      | 6     |
| 4       | França         | 2  | 3      | 3      | 8     |
| 5       | Hongria        | 2  | 0      | 1      | 3     |
| 6       | Austràlia      | 1  | 3      | 2      | 6     |
| 7       | Itàlia         | 1  | 3      | 1      | 5     |
| 8       | Finlàndia      | 1  | 2      | 0      | 3     |
| 8       | Jamaica        | 1  | 2      | 0      | 3     |
| 10      | Argentina      | 1  | 1      | 0      | 2     |
| 10      | Txecoslovàquia | 1  | 1      | 0      | 2     |
| 12      | Àustria        | 1  | 0      | 1      | 2     |
| 12      | Bèlgica        | 1  | 0      | 1      | 2     |
| 14      | Regne Unit     | 0  | 6      | 1      | 7     |
| 15      | Suïssa         | 0  | 1      | 1      | 2     |
| 16      | Ceilan         | 0  | 1      | 0      | 1     |
| 16      | Noruega        | 0  | 1      | 0      | 1     |
| 16      | Iugoslàvia     | 0  | 1      | 0      | 1     |
| 19      | Panamà         | 0  | 0      | 2      | 2     |
| 20      | Canadà         | 0  | 0      | 1      | 1     |
| 20      | Dinamarca      | 0  | 0      | 1      | 1     |
| 20      | Turquia        | 0  | 0      | 1      | 1     |